# Palau-saverdera
Palau-saverdera is een gemeente in de Spaanse provincie Girona in de regio Catalonië met een oppervlakte van 17 km². Palau-saverdera telt 1.471 inwoners (1 januari 2016).

## Demografische ontwikkeling
Bron: INE, 1857-2011: volkstellingen